# پایگاه هوایی سیگونلا
پایگاه هوایی سیگونلا (به انگلیسی: Naval Air Station Sigonella) (به زبان بومی: NATO Base Sigonella) یک فرودگاه نظامی با کد یاتا NSY است که یک باند فرود آسفالت دارد و طول باند آن ۲۴۶۲ متر است. این فرودگاه در شهر سیسیل کشور ایتالیا قرار دارد و در ارتفاع ۲۴ متری از سطح دریا واقع شده‌است.